# Rugby Colorno
Il Rugby Colorno 1975 SSD è un club italiano di rugby a 15 di Colorno.
Fondato nel 1975, dalla stagione 2019-20 milita in TOP10, il massimo livello del campionato nazionale maschile.
Il club ha anche una sezione femminile, campione d'Italia nel 2017-18.

## Storia

### Le origini
Il club nacque nel 1975 con l'allestimento di una formazione under-19 per opera di Paolo Pavesi, che partecipò al Campionato italiano Juniores di quell'anno; nel 1976 nacque anche la seniores iscritta alla serie D che raggiunse le semifinali nazionali e, successivamente, la promozione in C2.
Vennero poi gli anni di permanenza in serie C2, contraddistinti dagli insuccessi e dalle lacune tecniche. La stagione 1982-83 è quella della promozione in C1 e delle partite contro il Milazzo ed il Foligno.
Seguono anni in cui la compagine colornese dimostra di essere una formazione competitiva in serie C1, sfiorando per tre volte la promozione in B nel 1984, nel 1986 e nel 1988.
Nel 1989 ha inizio una fase di declino per il club, con un progressivo allontanamento dei giocatori, la perdita degli stimoli e la mancanza di forze nuove, finché la squadra non si ritirò dal campionato lasciando solo la categoria Under-17 a rappresentare la società. L'allora presidente Giorgio Vighi coinvolse le scuole locali riuscendo ad organizzare formazioni di minirugby, ponendo le basi per una rinascita della società.
Dal 1994 il "nuovo" Rugby Colorno partecipa per tre anni al campionato di serie C2, al termine dei quali raggiunge nuovamente la promozione in C1. Il primo anno nella nuova serie si conclude con la salvezza, mentre nel secondo la squadra fu retrocessa in C2 prima di una nuova ed immediata promozione nel 2001.

### Primi successi
Nella stagione 2001-02 la squadra ottenne la promozione in serie B grazie alla prestazione in campionato del Colorno di Furio Spaggiari, autore di 18 vittorie su 18 incontri nel corso della stagione regolare, record nazionale. La serie B si rivelò una serie molto competitiva ed i bianco-rossi mantennero la categoria solo grazie ad un ripescaggio dovuto alla mancata iscrizione della squadra cadetta della Leonessa. Questo evitò al Colorno di retrocedere di categoria
Nella stagione 2003-04 la formazione si classificò prima nel girone C di serie B, ottenendo la promozione in serie A. Nella stagione successiva il Colorno concluse la stagione regolare con un secondo posto in classifica e l'accesso ai play-off per la promozione in Super 10, sfumata in semifinale con il Veneziamestre. Il club rimase nella parte alta della classifica fino all'estate 2010 quando ci furono diversi cambiamenti in seno alla società ed alla prima squadra: con l'ingresso del Rugby Colorno nel capitale della nuova squadra professionistica degli Aironi, partecipante al campionato Magners Celtic League, la società biancorossa fondò insieme agli stessi soci di Aironi la formazione del GranDucato Parma Rugby per partecipare al massimo campionato italiano denominato dalla stagione 2010-11 Eccellenza. Questo portò alla rinuncia al campionato di Serie A ed alla ripartenza del Rugby Colorno dal campionato di Serie B.

### La ripartenza
La promozione in serie A2 arrivò nel 2012 dopo un testa a testa con la formazione parmigiana dell'Amatori Parma Rugby sconfitta solo dai biancorossi colornesi. Nella stagione 2012-13 la squadra allenata da Michele Mordacci e Cristian Prestera ottenne una seconda promozione tornando nella serie cadetta di rugby, la Serie A1. 
Nella stessa estate 2013 tornarono a Colorno diversi campioni quali Samuele Pace e Flavio Tripodi dopo l'esperienza in Pro12 ed Heineken Cup con le Zebre Rugby, la nuova franchigia federale di base a Parma. In seguito allo scioglimento dei Crociati nel campionato Eccellenza arrivarono giocatori d'esperienza quali il pilone Daniele Goegan e la seconda linea Lorenzo Contini a infoltire la giovane rosa del Colorno piena di talenti cresciuti dalla squadra giovanile, che nella stagione 2012-13 portò alle finali nazionali la propria Under 20. I successi per i talenti biancorossi continuano nella stagione 2013-14 che vide 6 tesserati vestire la maglia azzurra delle varie nazionali italiane: Michele Slawitz e Facundo Columba con l'Under-18 di Brunello che gioca il primo test match ufficiale allo Stadio Maini contro l'Irlanda il 15 febbraio 2014; Simone Balocchi e Marco Silva al Sei Nazioni Under-20 mentre Irene Campanini e Michela Sillari della Maffei Colorno con la nazionale maggiore femminile.
La stagione 2013-14 vide il record di tesserati e di formazioni iscritte ai vari campionati col Rugby Colorno in 12 categorie: dall'Under 6 alla Serie A maschile con la novità della formazione cadetta maschile in Serie C; dalla juniores alla Serie A femminile passando per il rugby a 7 incluso nel programma olimpico di Rio de Janeiro 2016. La seniores maschile, nell'anno del ritorno in Serie A1, partì bene ma poi subì cinque sconfitte consecutive a cavallo del giro di boa che preclusero a Da Lisca e compagni la promozione. L'HBS Colorno conseguì la salvezzanell'annata di lancio di molti giovani provenienti dal settore giovanile biancorosso, che nell'anno della scomparsa di Filippo Cantoni il 25 gennaio 2014, riuscì a reagire e a conquistare la prima finale nazionale con l'Under 18, poi sconfitta dal Benetton.
Nella stagione 2014-15 l'HBS, guidata da Michele Mordacci e Paolo Bettati, affiancati da Aldo Birchall, concluse al primo posto con 46 punti davanti al Verona, fermo a 36, la prima fase del campionato nazionale di Serie A, diviso secondo canoni territoriali con sei compagini per girone ai cancelli di partenza. Nella seconda fase, sempre con sei squadre per girone, l'HBS conquistò il primo posto con 37 punti, davanti al CUS Verona a 29. Nelle semifinali tra Lyons Piacenza e HBS, l'HBS fu sconfitta a Piacenza per 27 a 3 nella gara di andata e, pur vincendo per 29 a 6 nella partita di ritorno, fu eliminata. L'Under 18 allenata da Marco Falzone si aggiudica il Trofeo degli Appennini.
Nella  prima fase della stagione 2015-16, con sei squadre per girone, l'HBS concluse in testa. Nella seconda fase, sempre con sei squadre per girone, l'HBS si piazzò secondo dietro ai futuri campioni di categoria del Reggio Emilia. Ai play-off ancora i biancorossi persero di misura contro il Pro Recco. Finito il campionato arrivò il nuovo allenatore Greg Sinclair, affiancato da Aldo Birchall; nella nuova stagione l'HBS concluse la prima fase al primo posto ma nella seconda fase non riuscì ad accedere alle semifinali, chiudendo la stagione al terzo posto con 28 punti. Lo stesso avvenne l'annata successiva.

### Promozione in prima divisione
Nella stagione 2018-19 l'HBS Colorno conquistò la promozione nella massima serie del campionato italiano, ribattezzato Top12. La squadra, con Cristian Prestera e Roland de Marigny, coadiuvati dal nuovo direttore tecnico Nick Scott, vinse il doppio confronto con la Capitolina decretando la prima promozione in massima serie. La finale per il titolo tre le due formazioni promosse si svolse al Beltrametti di Piacenza ma furono i Lyons ad avere la meglio.
La prima stagione dell'HBS Colorno in Peroni Top12 si concluse anticipatamente a causa dell'interruzione e poi definitiva sospensione del campionato per la pandemia di Covid-19. Dopo una partenza difficile, dove i ragazzi di Prestera e De Marigny pagarono la poca esperienza, le vittorie con Viadana, S.S. Lazio e Lyons portarono la squadra verso la salvezza, prima della conclusione anticipata del campionato.
Al termine della stagione regolare 2022-23 Colorno si è classificata quarta, accedendo per la prima volta nella sua storia ai play-off scudetto.
Contrapposta a Rovigo, la squadra è stata eliminata nel doppio confronto per un punto, avendo vinto l'andata in casa 19-14 e perso il ritorno al Battaglini per 15-21.
Sempre nella stagione 2022-23 la seconda squadra, i Barbari del Po, conquistano la promozione in Serie B con 19 vittorie su 19 partite disputate, record assoluto per il club emiliano.

## Cronistoria
| Cronistoria del Rugby Colorno |
| --- |
| - 1975 · Fondazione del Rugby Colorno - 1975-76 · Attività giovanile - 1976-77 · 7º girone H serie D - 1977-78 · 1º girone H serie D promozione in serie C - 1978-79 · 5º girone H serie C - 1979-80 · 9º girone H serie C - 1980-81 · in serie C2 - 1981-82 · in serie C2 - 1982-83 · 1º girone B promozione serie C2 promozione in serie C1 - 1983-84 · 7º girone D serie C1 - 1984-85 · 4º girone C serie C1 - 1985-86 · 4º girone C serie C1 - 1986-87 · 2º girone E serie C1 - 1987-88 · 9º girone D serie C1 - 1988-89 · 4º girone B serie C1 - 1989-90 · 8º girone B serie C1 - 1990-91 · 9º girone B serie C1 retrocessione in serie C2 - 1991-95 · in serie C2 - 1992-95 · in serie C2 - 1993-95 · in serie C2 - 1994-95 · in serie C2 - 1995-96 · in serie C2 - 1996-97 · in serie C2 - 1997-98 · 3º girone Emilia serie C2 promozione in serie C1 - 1998-99 · 7º girone B serie C1 - 1999-2000 · 10º girone B serie C1 retrocessione in serie C2 - 2000-01 · 2º girone Emilia-Marche serie C2 promozione in serie C1 - 2001-02 · 2º girone D serie C1 ripescaggio in serie B - 2002-03 · 10º girone B serie B retrocessione in serie C1 ripescaggio in serie B - 2003-04 · 1º girone B serie B promozione in serie A - 2004-05 · 2º girone B serie A (sconf. semifinali promozione) - 2005-06 · 3º girone A serie A - 2006-07 · 3º girone A serie A - 2007-08 · 5º serie A1 - 2008-09 · 4º serie A1 - 2009-10 · 4º serie A1 - 2010 · Confluenza nel GranDucato - 2010-11 · 3º girone B serie B - 2011-12 · 2º girone B serie B promozione in serie A2 - 2012-13 · 2º serie A2 promozione in serie A1 - 2013-14 · 7º serie A1 - 2014-15 · 1º girone B serie A 1º pool promozione 2 - 2015-16 · 2º girone B serie A 2º pool promozione 2 - 2016-17 · 1º girone B serie A 3º pool promozione 2 - 2017-18 · 2º girone B serie A 3º pool promozione 2 - 2018-19 · 1º girone B serie A promozione in TOP12 - 2019-20 · Campionato annullato - 2020-21 · 9º TOP10 - 2021-22 · 5º TOP10 - 2023-24 · 5º Serie A Élite (girone playoff) - 2024-25 · 7º in Serie A Élite |

## Colori e simboli
I colori sociali del Colorno sono il bianco ed il rosso, anticamente disposti a strisce orizzontali alterne sulle prime divise da gioco.
Il simbolo societario, rappresentato sullo stemma del club, è un rametto d'orno.

### Inno
Nell'ottobre 2021 è stato presentato allo stadio Gino Maini l'inno ufficiale del Rugby Colorno, Non sarai mai solo. Il brano è stato composto e interpretato dal DJ e compositore Hunterwolf e dal chitarrista e cantautore Jacopo Mack Rosa, entrambi parmigiani, e si avvale della collaborazione del mezzosoprano Carling Chiu, originaria di Hong Kong. Il video, pubblicato il 10 novembre 2021, è stato diretto da Danilo Barozzi e le riprese aeree sono di Giovanni Pasini.

## Settore giovanile
Il club colornese presenta un nutrito vivaio, capillare in tutte le categorie. Il settore junior (Under-15, Under-17, Under-19) fa capo al Rugby Colorno 1975 SSD, Società della prima squadra e della formazione cadetta. Il mini rugby (Under-5, Under-7, Under-9, Under-11, Under-13) è invece gestito dalla società Farnese Rugby Club ASD, presieduta da Giuseppe Franzosi.
Al termine della stagione sportiva 2021-22 la formazione Under-19 si aggiudicò il titolo del campionato italiano juniores superando il Benetton per 48-10. La stagione successiva stesso copione ma a farne le spese questa volta la Capitolina di Roma. Antecedentemente, nel 2013-14 l'Under-18 fu finalista di campionato cedendo al Benetton per 15-51. Nel 2007-08 e 2014-15 l'Under-18/19 vinse il Trofeo degli Appennini, trofeo di "area" (Toscana, Emilia Romagna, Marche, Umbria, Sardegna).

## Stagioni sportive
Le stagioni sportive del club si riferiscono ai soli campionati maggiori professionistici di Lega.

## Giocatori di rilievo
Di seguito elencati i giocatori di maggiore rilievo internazionale che hanno vestito la maglia del club colornese:
- Faialaga Afamasaga
- Alessandro Castagnoli
- Filippo Frati
- Alessio Galante
- Massimo Giovanelli
- Carl Manu
- Samuele Pace
- Jacopo Sarto